# شیکاکه-نین بای‌آن
شیکاکه-نین بای‌آن (به ژاپنی: 仕掛人梅安 Shikake-nin Baian) فیلمی به کارگردانی یاسوئو فوروهاتا است که در سال ۱۹۸۱ منتشر شد. از بازیگران آن می‌توان به کاتسوئو ناکامورا اشاره کرد.

## جوایز و نامزدی در جشنواره
پنجمین جایزه آکادمی فیلم ژاپن
- برنده: بهترین بازیگر نقش مکمل - کاتسوئو ناکامورا
- نامزد: بهترین کارگردان- یاسوئو فوروهاتا

ششمین جایزه فیلم هوچی
- برنده: بهترین بازیگر نقش مکمل- کاتسوئو ناکامورا